# De Gou
De Gou (ook: Gout) is een geslacht dat voor het eerst vermeld wordt in 1482.

## Geschiedenis
De stamreeks begint met Dirk Petersz. Gout die in 1482 als herbergier aan het Beusichemse veer vermeld wordt. Ook diens zoon en kleinzoon waren herbergier. Nageslacht verwierf eigendommen te Vianen. Leden van de vijfde en zesde generatie werden meester-schoenmakers, de laatste in 's-Gravenhage. Twee zonen van Kornelis Gout (1672-1752) werden stamvaders van de takken A (Gout genaamd) en B (de Gou genaamd). De tak Gout bleef tot in de 20e eeuw werkzaam in 's-Gravenhage, met enkelen die ook banden met Nederlands-Indië kregen. Van de stamvader van tak B, Johannes de Gou (1706-1755), meester-schoenmaker, bestaat een miniatuurportret. In de laatste generaties werden leden heer van Hillegersberg en Gieltjesdorp.

## Enkele telgen
Johannes de Gou (1846-1923), hoofonderwijzer, voorlezer bij de Remonstrantse gemeente, overgegaan naar de rooms-katholieke kerk in 1896
- Johannes Bernardus de Gou (1875-1945), journalist; trouwde in 1921 met Henriette Louise Diecke (1894), onderwijzeres en gouvernante van prinses Juliana
- Martinus Hendrik de Gou, heer van Hillegersberg en Gieltjesdorp (1879-1958), gemeenteambtenaar
  - Mr. dr. Leonard de Gou, heer van Hillegersberg en Gieltjesdorp (1916-2000), burgemeester, lid Provinciale Staten van Noord-Brabant en lid Eerste Kamer der Staten-Generaal

Geslachten die opgenomen zijn in het sinds 1910 verschijnende genealogische naslagwerk Nederland's Patriciaat. Lijst volgens opgave van het CBG Centrum voor familiegeschiedenis.
A · B · C · D · E · F · G · H · I · J · K · L · M · N · O · P · Q · R · S · T · U · V · W · Y · Z